# Urdualfabetet
Urdualfabetet är en variant av det persiska alfabetet, som i sin tur är baserad på det arabiska alfabetet.
Alfabetet har 38 tecken och skrivs från höger till vänster.